# Войцешин (Мазовецьке воєводство)
Войцешин (пол. Wojcieszyn) — село в Польщі, у гміні Старі Бабиці Варшавського-Західного повіту Мазовецького воєводства.
Населення — 792 особи (2011).
У 1975-1998 роках село належало до Варшавського воєводства.

## Демографія
Демографічна структура станом на 31 березня 2011 року:
|          | Загалом | Допрацездатний вік | Працездатний вік | Постпрацездатний вік |
| -------- | ------- | ------------------ | ---------------- | -------------------- |
| Чоловіки | 375     | 78                 | 260              | 37                   |
| Жінки    | 417     | 77                 | 259              | 81                   |
| Разом    | 792     | 155                | 519              | 118                  |